# 浔江郡
浔江郡，中国唐朝时设置的郡。
天宝元年（742年）以浔州改名，治所在桂平县（今广西壮族自治区桂平市西）。辖境同浔州。乾元元年（758年）复为浔州。 